# Stephen Colbert
Stephen Tyrone Colbert (Washington, 13 maggio 1964) è un comico e conduttore televisivo statunitense.

## Biografia
Figlio di Lorna Elizabeth Tuck e del medico James William Colbert, Jr., suo padre e due suoi fratelli morirono quando lui aveva solo 10 anni nello schianto del Volo Eastern Air Lines 212. Dopo aver studiato filosofia presso il College di Hampden-Sidney, si iscrive alla scuola di arti e scienze della comunicazione della Northwestern University, dove si laurea nel 1986.
Colbert collabora attivamente con la rete televisiva via cavo Comedy Central, sulla quale ha condotto dal 2005 al 2015 il telegiornale satirico The Colbert Report. In precedenza, ha collaborato ad un'altra celebre trasmissione del network, The Daily Show. Dal 2015 conduce The Late Show with Stephen Colbert sulla CBS, ereditando la conduzione da David Letterman. Si professa cattolico.

## Carriera

### Gli inizi
La sua carriera inizia di fatto nel 1989, quando fu ingaggiato per esibirsi con la compagnia itinerante di Second City, inizialmente come sostituto di Steve Carell. Fu lì che conobbe Amy Sedaris e Paul Dinello, con i quali collaborò spesso nel corso della sua carriera.
Quando a Sedaris e Dinello è stata offerta l'opportunità di creare una serie televisiva per la HBO Downtown Productions, Colbert ha lasciato Second City e si è trasferito a New York per lavorare con loro nello sketch comedy show Exit 57.

### Il Dana Carvey Show e SNL
Dopo la cancellazione di Exit 57, Colbert ha lavorato per sei mesi come membro del cast e sceneggiatore del The Dana Carvey Show, insieme all'ex compagno di cast di Second City Steve Carell e comici quali Robert Smigel, Charlie Kaufman e Dino Stamatopoulos. La serie, descritta da un recensore come "satira kamikaze" di "gusto al limite del discutibile", ha avuto sponsor che si sono ritirati dopo la messa in onda del primo episodio e venne cancellata dopo soltanto sette episodi.
Ha poi lavorato brevemente come scrittore freelance per il Saturday Night Live con Robert Smigel. Smigel ha portato il suo sketch animato, The Ambiguously Gay Duo.

### Strangers with Candy
Durante lo stesso periodo, Colbert lavorò di nuovo con Sedaris e Dinello per sviluppare una nuova serie comica per Comedy Central, Strangers with Candy. Comedy Central ha ripreso la serie nel 1998 dopo che Colbert aveva già iniziato a lavorare su The Daily Show. Di conseguenza, ha accettato un ruolo ridotto, girando solo circa 20 segmenti del Daily Show all'anno mentre lavorava alla nuova serie.

### The Daily Show
Colbert è entrato a far parte del cast della serie parodia di Comedy Central The Daily Show nel 1997, quando lo show era alla sua seconda stagione. Originariamente uno dei quattro corrispondenti che filmavano segmenti da luoghi remoti nello stile dei reporter sul campo delle notizie di rete, Colbert è stato indicato come "il nuovo ragazzo" in onda per i suoi primi due anni nello show, durante i quali Craig Kilborn ha servito come conduttore.

### Late Show with Stephen Colbert
Il 10 aprile 2014, la CBS ha annunciato in un comunicato stampa che Colbert "succederà a David Letterman come conduttore di The Late Show, a partire dal momento in cui Mr. Letterman si ritirerà dalla trasmissione". Il 12 gennaio 2015, la CBS ha annunciato che Colbert avrebbe debuttato come conduttore del Late Show martedì 8 settembre 2015.

## Filmografia parziale
- Law & Order: Criminal Intent – serie TV, episodio 3x16 (2004)
- Vita da strega (Bewitched), regia di Nora Ephron (2005)
- I Simpson (The Simpsons) – serie TV, 1 episodio (2007)
- Rick and Morty – serie TV, 1 episodio (2015)

## Doppiatori italiani
Nelle versioni in italiano delle opere in cui ha recitato, Stephen Colbert è stato doppiato da:
- Claudio Moneta in Law & Order: Criminal Intent
- Massimo Rinaldi in Vita da strega
- Franco Mannella in Love Guru
- Luigi Ferraro in The Office

Da doppiatore è sostituito da:
- Franco Mannella ne I Simpson
- Danilo De Girolamo in Mostri contro alieni
- Marco Mete in Mr. Peabody e Sherman
- Dante Biagioni in BoJack Horseman
- Luca Dal Fabbro in Rick and Morty
- Francesco Prando in Cattivissimo me 4